# Walter Hildebrandt-Von Graefe
Walter Hildebrandt-Von Graefe (* 1934 auf Sumatra) ist ein deutscher Theologe. Er war der erste Pastor der deutschsprachigen Evangelisch-Lutherischen Kirchengemeinde in Kenia.

## Leben
Walter Hildebrandt-Von Graefe wurde als Sohn einer Lehrerin und eines Kaufmanns auf Sumatra geboren. 1936 siedelte die Familie nach Pommern über und floh während des Zweiten Weltkriegs nach Hamburg, wo Hildebrandt-Von Graefe zur Schule ging und sein Theologiestudium begann, ehe er an die Theologische Fakultät der Eberhard Karls Universität Tübingen wechselte. Nach seiner Ordination 1963 wurde er Pastor in Hamburg-Langenhorn. Walter Hildebrandt-Von Graefe ist verheiratet und Vater von vier Kindern. Seit seinem Ruhestand 1999 lebt er in Hamburg-Volksdorf.

## Wirken
Walter Hildebrandt-Von Graefe wurde im März 1967 von der Evangelischen Kirche in Deutschland (EKD) zum ersten hauptamtlichen Pastor der deutschen Gemeinde in Kenia berufen, die im Mai desselben Jahres als Evangelische Gemeinde Deutscher Sprache in Kenya gegründet wurde. Die offizielle Einführung in sein Amt erfolgte gemeinsam mit der Einführung des ersten Kirchenvorstandes am 9. Juli 1967. Unter seiner Leitung vollzog sich die rechtliche Konstituierung, die 1971 abgeschlossen werden konnte. Außerdem wurde auf sein Anraten 1969 die Seelsorgestelle für deutschsprachige Katholiken in Nairobi gegründet.
1973 kehrte Walter Hildebrandt-Von Graefe nach Hamburg zurück und wurde Referent für Weltdienste im Nordelbischen Missionszentrum (NMZ). In dieser Funktion wurde er 1974 neben Rolf Christiansen (Referent für den Kirchenkreis Stormarn) und Justus Freytag (Referent für Dienste in Übersee) Studienleiter am Haus am Schüberg und Geschäftsführer des Ausschusses für Kirchliche Weltdienste (AKWD). Auf sein Wirken hin wurde die Bewirtung auf nachhaltige Vollwerternährung umgestellt, was bis heute eines der essentiellen Leitmotive des Tagungsbetriebes ist.
Als Geschäftsführer des AKWD und Weltdienst-Referent hat er den Gedanken entwicklungspolitischer Bildungsarbeit in die schleswig-holsteinischen Kirchengemeinden getragen und einen neuen Missionsbegriff geprägt. Als Ende der 70er Jahre ein früheres Fabrikgebäude in Hamburg-Ottensen zu einem Kommunikations- und Informationszentrum mit entwicklungspolitischem Schwerpunkt zur sogenannten Werkstatt 3 ausgebaut wurde, beteiligte sich der AKWD auf sein Anraten ab 1978 an den Kosten für diese Werkstatt für internationale Kultur und Politik und konnte damit ganz wesentlich dazu beigetragen, dass entwicklungspolitische Themen in die Öffentlichkeit vermittelt und gleichzeitig eine Professionalisierung der entwicklungspolitischen Aktionsgruppen vorangebracht wurden.
Seit seiner Rückkehr aus Kenia arbeitet Walter Hildebrandt-Von Graefe in dem Redaktionskreis der Hefte zu Informationen über Weltkonflikte mit, die zunächst eigenständig, später als Beilage der Nordelbischen Stimmen monatlich erschienen.
1979 wechselte Hildebrandt-Von Graefe in die Beratungsstelle des Kirchenkreises Stormarn, blieb aber weiterhin im Haus am Schüberg und übernahm 1980 die Aufgaben von Rolf Christiansen, Programme für den Kirchenkreis Stormarn anzubieten und durchzuführen. 1981 übernahm Walter Hildebrandt-Von Graefe eine Pfarrstelle in Bergstedt, die er bis zu seinem Ruhestand im April 1999 innehatte.